# Война от Йом Кипур
Войната от Йом Кипур, наричана също Октомврийска война, (на иврит: מלחמת יום הכיפורים; на арабски: حرب أكتوبر) е война, водена от коалицията на арабските страни, предвождана от Египет и Сирия, срещу Израел в периода 6 – 25 октомври 1973 г. Води се основно на Синайския полуостров и Голанските възвишения – територии, които са окупирани от Израел след Шестдневната война от 1967 г. Египетският президент Ануар Садат, също така, желае да отвори отново Суецкия канал. Целта не е била да се унищожи Израел, но израелското началство не е можело да бъде сигурно в това.
На 6 октомври 1973, денят Йом Кипур, Египет и Сирия нападат държавата Израел. Нападателите са подкрепени и от други арабски страни: Йордания, Ирак, Саудитска Арабия, Либия, Тунис, Алжир и Мароко.

## Военни действия
В тази война атакуват първо арабите. Египтяните преминават израелската военна линия Бар-лев на Суецкия канал. Израел не очаква атаката на два фронта (атакуват го едновременно Египет и Сирия) и това улеснява арабските съюзници в началото на войната. От друга страна Египет е въоръжен с ракети земя-въздух, които помагат на арабската страна да отблъсне въздушните атаки на Израел (загубите са толкова големи, че премиерът Голда Меир забранява използването на авиация). Египетските войници са въоръжени и с ново оръжие, което поразява наземните цели, а именно, нови базуки, които могат да се пренасят в малки куфари, и се сглобяват лесно.
Израел изглежда притиснат до стената, когато арабското командване заповядва на войниците и ракетите да навлязат навътре в полуострова. На земята израелските танкове удържат някои победи благодарение на авиацията. Армията съумява да се прегрупира и отблъсква част от арабските сили.

## Край на войната
С посредничеството на американския държавен секретар Хенри Кисинджър са постигнати споразумения през 1974 г. и 1975 г. за разделяне на израелските от една страна и египетските и сирийските войски от друга страна в Синайския полуостров и на Голанските възвишения.
Военните действия струват на израелците сума равна на годишния брутен продукт на Израел. Войната предизвиква криза в израелското общество, което обвинява Мосад, че не е имало необходимата информация за готвеното нападение. Сформирана е даже специална комисия за разследване на обстоятелствата за конфликта.
Войната от Йом Кипур води до засилване на международната изолация на еврейската държава. Много страни от Третия свят скъсват дипломатическите си отношения с Израел.

## Загуби
Загубите и на двете страни са тежки. На Голанските възвишения загубите на сирийците са 3500 души, а на израелците – 722 души (загубват 1150 танка, Ирак губи повече от 100 танка, Йордания – 50 танка). Израел губи на Голан 100 танка, а още 250 танка са повредени.
Човешките загуби на еврейската държава са 2552 души – доста голяма бройка за малка страна като Израел.